# 大森中
大森中（おおもりなか）は、東京都大田区の地名。現行行政地名は大森中一丁目から大森中三丁目。住居表示実施済区域。

## 地理
東京都大田区の東部に位置する。東部は国道131号（産業道路）に接し、これを境に大森東に接する。南部は北糀谷に接する。南西部は東蒲田に接する。西部は第一京浜に接し、これを境に大森西に接する（地名はいずれも大田区）。北部の大森警察署前交差点で第一京浜と産業道路が交わっている。主に住宅地となっている。

### 地価
住宅地の地価は、2025年（令和7年）1月1日の公示地価によれば、大森中3-29-4の地点で50万円/m2となっている。

## 歴史

### 地名の由来
大森中の呼称は、住居表示施行時に定められたもので、現大森警察署付近に旧大森区役所が存在しており、行政の中心であったことから名付けられた。

## 世帯数と人口
2024年（令和6年）4月1日現在（東京都発表）の世帯数と人口は以下の通りである。
| 丁目         | 世帯数    | 人口     |
| ------------ | --------- | -------- |
| 大森中一丁目 | 2,269世帯 | 3,664人  |
| 大森中二丁目 | 2,354世帯 | 3,844人  |
| 大森中三丁目 | 2,155世帯 | 3,359人  |
| 計           | 6,778世帯 | 10,867人 |

### 人口の変遷
国勢調査による人口の推移。
| 年                 | 人口   |
| ------------------ | ------ |
| 1995年（平成7年）  | 10,156 |
| 2000年（平成12年） | 10,156 |
| 2005年（平成17年） | 9,851  |
| 2010年（平成22年） | 10,352 |
| 2015年（平成27年） | 10,766 |
| 2020年（令和2年）  | 11,194 |

### 世帯数の変遷
国勢調査による世帯数の推移。
| 年                 | 世帯数 |
| ------------------ | ------ |
| 1995年（平成7年）  | 4,446  |
| 2000年（平成12年） | 4,711  |
| 2005年（平成17年） | 4,961  |
| 2010年（平成22年） | 5,687  |
| 2015年（平成27年） | 6,182  |
| 2020年（令和2年）  | 6,670  |

## 学区
区立小・中学校に通う場合、学区は以下の通りとなる（2023年3月時点）。
| 丁目         | 番地                              | 小学校                 | 中学校               |
| ------------ | --------------------------------- | ---------------------- | -------------------- |
| 大森中一丁目 | 全域                              | 大田区立大森第一小学校 | 大田区立大森東中学校 |
| 大森中二丁目 | 全域                              | 大田区立大森第一小学校 | 大田区立大森東中学校 |
| 大森中三丁目 | 4〜12番 16〜24番 31番、32番       | 大田区立大森第一小学校 | 大田区立大森東中学校 |
| 大森中三丁目 | 1〜3番 13〜15番 25〜30番 33〜36番 | 大田区立東蒲小学校     | 大田区立東蒲中学校   |

## 事業所
2021年（令和3年）現在の経済センサス調査による事業所数と従業員数は以下の通りである。
| 丁目         | 事業所数  | 従業員数 |
| ------------ | --------- | -------- |
| 大森中一丁目 | 120事業所 | 1,383人  |
| 大森中二丁目 | 159事業所 | 799人    |
| 大森中三丁目 | 79事業所  | 346人    |
| 計           | 358事業所 | 2,528人  |

### 事業者数の変遷
経済センサスによる事業所数の推移。
| 年                 | 事業者数 |
| ------------------ | -------- |
| 2016年（平成28年） | 423      |
| 2021年（令和3年）  | 358      |

### 従業員数の変遷
経済センサスによる従業員数の推移。
| 年                 | 従業員数 |
| ------------------ | -------- |
| 2016年（平成28年） | 2,635    |
| 2021年（令和3年）  | 2,528    |

## 交通
当地域内に鉄道駅はないが、地域西部方向にある京急本線大森町駅、梅屋敷駅の各駅が利用できる。また、京急蒲田駅も徒歩圏であり、大森駅や蒲田駅からのバス路線の利用もある。

## 施設
- 大森警察署
- 大林寺
- 八幡神社
- 密乗院
- 三輪神社

## その他

### 日本郵便
- 郵便番号 : 143-0014[2]（集配局 : 大森郵便局[15]）。